# Stefan Kjernholm
Stefan Inge Wilhelm Kjernholm (Stoccolma, 13 settembre 1951 – Umeå, 28 gennaio 2023) è stato uno slittinista svedese.

## Biografia
Gareggiò per la nazionale svedese, prendendo parte a competizioni sia nel singolo che nel doppio.
Esordì in Coppa del Mondo nella stagione inaugurale del 1977/78, conquistando il primo podio, nonché la prima vittoria, il 27 gennaio 1980 nel singolo ad Hammarstrand. In quello stesso giorno ottenne l'altro unico suo piazzamento a podio in Coppa, nel doppio insieme a Kenneth Holm con il quale condivise tutti i suoi risultati nella specialità biposto. In classifica generale giunse quarto nel doppio nell'edizione del 1979/80.
Prese parte a due edizioni dei Giochi olimpici invernali, gareggiando nel singolo ad Innsbruck 1976 dove giunse quindicesimo, mentre a Lake Placid 1980 ottenne il dodicesimo posto nel doppio ed il diciottesimo nel singolo.
Ai campionati mondiali come migliore risultato ottenne la decima piazza nel doppio ad Igls 1977 e la tredicesima nel singolo ad Imst 1978, mentre nelle rassegne continentali raggiunse la settima posizione nel singolo ad Hammarstrand 1978 e la nona nel doppio a Schönau am Königssee 1977. Si ritirò dalle competizione dopo aver preso parte ai mondiali casalinghi di Hammarstrand 1981.
Con la vittoria raggiunta nella tappa di Coppa del Mondo nel 1980 è diventato il primo slittinista svedese, ed a tutt'oggi ancora l'unico, capace di trionfare in una competizione internazionale. 

## Palmarès

### Coppa del Mondo
- Miglior piazzamento in classifica generale nel doppio: 4° nel 1979/80.
- 2 podi (1 nel singolo, 1 nel doppio):
  - 1 vittoria (nel singolo);
  - 1 secondo posto (nel doppio).

#### Coppa del Mondo - vittorie
| Data            | Luogo        | Paese  | Disciplina |
| --------------- | ------------ | ------ | ---------- |
| 27 gennaio 1980 | Hammarstrand | Svezia | Singolo    |